# Sylvi-Kyllikki Kilpi
Sylvi-Kyllikki Kilpi, född 23 april 1899 i Helsingfors, död där 22 februari 1987, var en finländsk politiker och författare. Hon var gift med Eino Kilpi. 
Kilpi blev filosofie kandidat 1928 och var ledamot av Finlands riksdag 1934–1958, först för socialdemokraterna till 1946 och, efter att ha blivit medlem i Socialistiska enhetspartiet, för Demokratiska förbundet för Finlands folk (DFFF). Hon var ordförande i Samfundet Finland-Sovjetunionen 1946–1961. Hon författade den finländska kvinnoarbetarrörelsens historia (1953) och vidare bland annat memoarer i tre band, Sörnäisten tyttö (1963–1967).